# Фальстер
Фа́льстер (дат. Falster) — остров юго-восточной Дании, расположенный в Балтийском море. Остров является частью датского региона Зеландия и находится в управлении коммуны Гульборгсунн.
Крупнейший город расположенный на острове — Нюкёбинг Фальстер. В нём сосредоточено 40 % населения острова.

## История острова
Со средних веков до 1766 года большая часть Фальстер являлась частной собственностью датских королей. Два основных города на острове, Нюкёбинг и Стуббекёбинг, были основаны в конце XII века. Приблизительно в 1231 году при короле Вальдемаре II была составлена детальная опись всего имущества острова, легшая в основу земельной книги Вальдемара.
В 1766 году остров был поделен на 10 ферм и продан с аукциона. В период с 1778 по 1860 на острове были организованы коммуны.

## Транспорт
Остров соединён с островами Зеландия (Вординбургский автомобильный мост, 3,2 км) и Лолланн европейской трассой E47, соединяющей Гамбург и Копенгаген. На острове развита транспортная инфраструктура.

## Туризм
Особый интерес у туристов вызывает «Центр Средневековия» (дат. Middelaldercentret) (музей под открытым небом) и Клостерская кирха (дат. Klosterkirke).